# Donji Matejevac
Donji Matejevac (izvirno srbsko Доњи Матејевац) je naselje v Srbiji, ki upravno spada pod Občino Niš; slednja pa je del Niškega upravnega okraja.

## Demografija
V naselju živi 710 polnoletnih prebivalcev, pri čemer je njihova povprečna starost 42,7 let (42,1 pri moških in 43,2 pri ženskah). Naselje ima 305 gospodinjstev, pri čemer je povprečno število članov na gospodinjstvo 2,82.
To naselje je, glede na rezultate popisa iz leta 2002, večinoma srbsko.
|  |

| Demografija | Demografija     | Demografija     |
| Leto        | Št. prebivalcev | Št. prebivalcev |
| ----------- | --------------- | --------------- |
|             |                 |                 |
|             |                 |                 |
|             |                 |                 |
|             |                 |                 |
| 1948        | 1137            |                 |
| 1953        | 1107            |                 |
| 1961        | 1096            |                 |
| 1971        | 874             |                 |
| 1981        | 878             |                 |
| 1991        | 881             | 875             |
| 2002        | 872             | 861             |
|             |                 |                 |

| Etnična sestava po popisu iz leta 2002 | Etnična sestava po popisu iz leta 2002 | Etnična sestava po popisu iz leta 2002 | Etnična sestava po popisu iz leta 2002 | Etnična sestava po popisu iz leta 2002 |
| -------------------------------------- | -------------------------------------- | -------------------------------------- | -------------------------------------- | -------------------------------------- |
| Srbi                                   | Srbi                                   |                                        | 833                                    | 96,74%                                 |
| Črnogorci                              | Črnogorci                              |                                        | 2                                      | 0,23%                                  |
| Makedonci                              | Makedonci                              |                                        | 1                                      | 0,11%                                  |
| Bolgari                                | Bolgari                                |                                        | 1                                      | 0,11%                                  |
| Neznano                                | Neznano                                |                                        | 23                                     | 2,67%                                  |